# Miloš Obilić
Miloš Obilić (en serbio cirílico: Милош Обилић; muerto el 28 de junio de 1389) fue un caballero medieval al servicio del príncipe Lazar, gobernante de la Serbia medieval.
Poco se sabe del personaje histórico, pero ocupa un lugar destacado en la historia de la derrota serbia en la batalla de Kosovo, como legendario caballero que dio muerte durante la misma al sultán otomano Murad I. A pesar de que permanece en el anonimato en las fuentes existentes hasta finales del siglo XV, la difusión de la historia del asesinato de Murad en fuentes serbias, otomanas y griegas sugiere que la historia circuló ampliamente a través de los Balcanes dentro del medio siglo posterior al evento.
Miloš se convirtió en una figura importante en la poesía épica serbia, en la que se le eleva al nivel de héroe nacional en el folclore medieval serbio. Junto con el martirio del príncipe Lazar y la supuesta traición de Vuk Branković, el acto de Miloš se convirtió en parte integrante de la tradición serbia del mito de la batalla de Kosovo. En el siglo XIX, Miloš también llegó a ser venerado como santo de la Iglesia serbia. Otros nombres que se le han asignado han sido Miloš Kobilić y Miloš Kobilović.

## Contexto
Los orígenes de Miloš Obilić son bastante inciertos, pero se atribuye su nacimiento en la zona de Bresno Polje, y se le suele considerar uno de los caballeros del Principado de Zeta que acudieron a la llamada del príncipe Lazar para detener el avance del Imperio otomano en los campos de Kosovo.

## Papel en la batalla

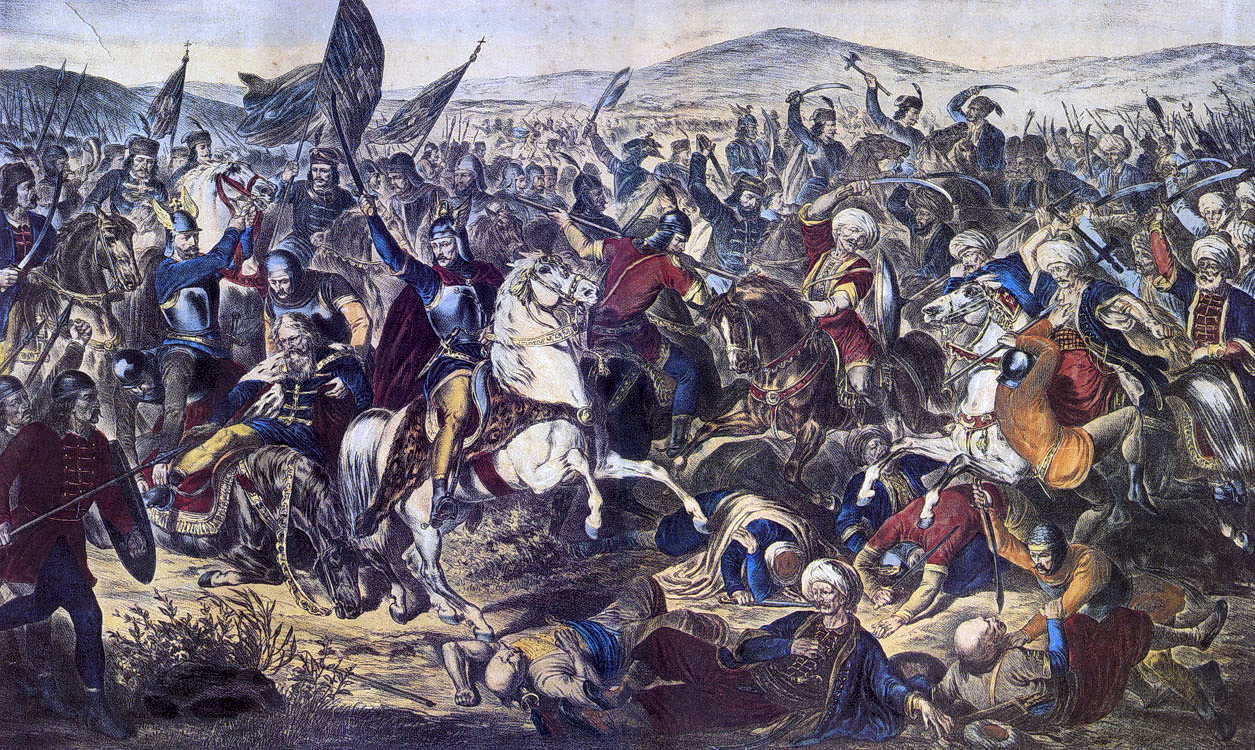
Batalla de Kosovo, óleo de 1870 de Adam Stefanović. Conservado en el Museo Nacional de Belgrado, representa al príncipe serbio Lazar.

La historia más difundida dice que, durante la batalla en Kosovo Polje en 1389, Miloš pasó a través de las líneas turcas para llegar a la tienda del sultán Murad I, donde le mató con un cuchillo que había escondido entre su ropa. Otra versión menos extendida dice que Miloš se hizo pasar por desertor y consiguió llegar a la tienda de Murad I, donde le asesinó. Lo que parece claro, según ambas, es que su plan confiaba en la desmoralización otomana ante la pérdida de su líder. Según otra versión, que parece menos probable, habría hecho este movimiento para limpiar su nombre de falsas acusaciones de traición que Vuk Branković -un noble casado con la hija del príncipe Lazar, y rival de Obilić- supuestamente había hecho en su contra, y demostrar su lealtad al príncipe Lazar. Según los archivos imperiales otomanos, Miloš Obilić fingió estar muerto o herido de muerte y habría matado al sultán cuando éste visitó el campo de batalla después de que terminaran los combates.
Justo después de la muerte del sultán, Obilić fue decapitado.

## Leyendas
La batalla de Kosovo y todos los eventos que la rodean están profundamente arraigados en la historia, la literatura y la conciencia nacional de Serbia y, más en general, otros pueblos eslavos de los Balcanes. Se ha interpretado también su acción como el sacrificio de un hombre que, por buscar la muerte del sultán turco, entregó su vida y se sacrificó por su pueblo para defender a los cristianos contra los ataques del Islam.
La tradición asigna popularmente a Miloš como modelo del héroe que está dispuesto a sacrificarse para defender a su pueblo y su fe. Su imagen ha sido utilizada en luchas posteriores contra la dominación extranjera.
En las epopeyas y leyendas, Miloš Obilić es representado como un héroe desde su nacimiento y con una fuerza sobrenatural, que montaba un caballo extraordinario llamado Ždral. En la mitología, en la batalla de Kosovo, Miloš fue capturado por una criatura demoníaca parecida a una bruja, que habría dicho a los turcos la forma de matar a su caballo y acabar con él.
Legendariamente, también se le considera fundador de la Orden del Dragón, que sería refundada por Segismundo de Hungría en 1408.

## Época moderna
Este evento y la batalla de Kosovo en sí están profundamente arraigados en la conciencia nacional de los serbios, la historia y la poesía.  Miloš también ha sido citado como fuente de inspiración en los discursos de dirigentes políticos, en particular Slobodan Milošević, quien se refirió a él en su discurso de Gazimestan, el 28 de junio de 1989, con ocasión del 600 aniversario de la batalla de Kosovo.